# گری مانک
گری مانک (انگلیسی: Garry Monk؛ زادهٔ ۶ مارس ۱۹۷۹) بازیکن سابق فوتبال و مربی کنونی اهل بریتانیا است.